# دروزدوف (ناحیه شومپرک)
دروزدوف (به چکی: Drozdov) یک منطقهٔ مسکونی در جمهوری چک است که در ناحیه شومپرک واقع شده‌است. دروزدوف ۱۳٫۶۹ کیلومتر مربع مساحت و ۳۴۸ نفر جمعیت دارد و ۵۱۵ متر بالاتر از سطح دریا واقع شده‌است.